# Полюс (космічний апарат)
Космічний апарат «Полюс» (Скіф-ДМ, виріб 17Ф19ДМ) — прототип безпілотної бойової лазерної орбітальної станції, використовувався як корисний вантаж під час першого запуску ракети-носія «Енергія» 15 травня 1987 року
«Скіф» — назва проекту бойової лазерної орбітальної платформи масою понад 80 тонн, розробка якого почалася в кінці 1970-х у НВО «Енергія» (1981 року у зв'язку з великою завантаженістю об'єднання тему «Скіф» передали КБ «Салют»).

## Історія проекту
18 серпня 1983 року Генеральний секретар ЦК КПРС Юрій Андропов заявив, що СРСР в односторонньому порядку припиняє випробування комплексу протикосмічної оборони. Однак з оголошенням у США програми «СОІ» роботи над «Скіфом» продовжились.
Спочатку запуск системи «Енергія-Скіф-ДМ» планувався у вересні 1986 року. Однак через затримку виготовлення апарата, підготовки пускової установки та інших систем космодрому запуск відклали майже на півроку — на 15 травня 1987 року. В кінці січня 1987 року апарат перевезли з монтажно-випробувального корпусу на 92-му майданчику космодрому, де відбувалась підготовка, в будівлю монтажно-заправного комплексу. У МЗК 3 лютого 1987 року «Скіф-ДМ» зістикували з ракетою-носієм «Енергія». Наступного дня комплекс вивезли на універсальний комплексний стенд-старт на 250-му майданчику. Комплекс «Енергія-Скіф-ДМ» був готовий до запуску лише в кінці квітня.
Запуск комплексу «Енергія-Скіф-ДМ» відбувся 15 травня 1987 року із затримкою на 5 годин. Два ступеня «Енергії» відпрацювали успішно. Через 460 секунд після старту «Скіф-ДМ» відокремився від ракети-носія на висоті 110 кілометрів.
Після від'єднання від ракети-носія розворот космічного апарата через помилку комутації електричної схеми тривав довше розрахункового, в результаті чого він не вийшов на орбіту і по балістичній траєкторії впав у Тихий океан. Незважаючи на це, за оцінкою, зазначеною у звіті, понад 80 % запланованих експериментів вдалося виконати.

## Конструкція
Станція «Скіф-ДМ» мала довжину 37 метрів, максимальний діаметр 4,1 метра і масу близько 80 тонн. Вона складалась з двох основних відсіків: меншого — функціонально-службового блоку та більшого — цільового модуля.
Функціонально-службовий блок був створений на базі космічного корабля постачання орбітальної станції «Салют». Тут розміщувались системи керування рухом та бортовим комплексом, телеметричного контролю, командного радіозв'язку, забезпечення теплового режиму, енергоживлення, розділення та скидання обтічників, антенні пристрої, система управління науковими експериментами. Усі прилади і системи, не призначені для роботи у вакуумі, розташовувались у герметичному приладно-вантажному відсіку.
У відсіку рушійної установки розміщувались 4 маршові двигуни, 20 двигунів орієнтації та стабілізації і 16 двигунів точної стабілізації, а також баки, трубопроводи та клапани пневмогідросистеми двигунів. На бічних поверхнях рушійної установки розміщувались сонячні батареї, що розкривались після виходу на орбіту.

## Програма польоту
Програма польоту «Скіфа-ДМ» складалась з 10 експериментів: чотирьох прикладних і шести геофізичних:
- Експеримент ВП1: відпрацювання схеми виведення великогабаритного космічного апарата за безконтейнерною схемою.
- Експеримент ВП2: дослідження умов виведення великогабаритного космічного апарата, елементів його конструкції і систем.
- Експеримент ВП3: перевірка принципів створення великогабаритного і надважкого космічного апарата (уніфікований модуль, системи управління, терморегулювання, електроживлення, питання електромагнітної сумісності).
- Експеримент ВП11: відпрацювання схеми і технології польоту.

Програма геофізичних експериментів «Міраж» досліджувала вплив продуктів згоряння на верхні шари атмосфери і іоносфери: експеримент «Міраж-1» (А1) мав відбуватись до висоти 120 км на етапі виведення, експеримент «Міраж-2» (А2) — на висотах від 120 до 280 км при дорозгінному імпульсі, експеримент «Міраж-3» (А3) — на висотах від 280 до 0 км при гальмуванні.
Геофізичні експерименти ГФ-1/1, ГФ-1/2 і ГФ-1/3 планувалось здійснювати при роботі рушійної установки «Скіфа-ДМ». Експеримент ГФ-1/1 був присвячений генерації штучних внутрішніх гравітаційних хвиль верхньої атмосфери. Метою експерименту ГФ-1/2 було створення штучного «динамо-ефекту» в земній іоносфері. Експеримент ГФ-1/3 планувався для створення великомасштабних іоноутворень в іоно-і плазмосферах (дірок і дактів).
«Полюс» мав багато (420 кг) газової суміші ксенона з криптоном (42 балони, кожен ємністю 36 л) і системою випуску його в іоносферу.

### Схема виведення апарата «Скіф-ДМ»
15 травня 1987 року через 212 с після контакту підйому на висоті 90 км було скинуто головний обтічник: Т 212 с: підірвались приводи поздовжнього роз'єму обтічника, через 0,3 с підірвались замки першої групи поперечного роз'єму ГО, ще через 0,3 с підірвались замки другої групи.
Т 214,1 с: розірвались механічні зв'язки головного обтічника і він відокремився.
Т 456,4 с: надійшла команда переходу чотирьох маршових двигунів РН на проміжний рівень тяги. Перехід тривав 0,15 с.
Т 459,4 с: надійшла основна команда відключення маршових двигунів. Через 0,4 с команду продубльовано.
Т 460 с: на висоті 117 км надійшла команда відокремлення «Скіфа-ДМ». Через 0,2 с після цього увімкнулись 16 твердопаливних ракетних двигунів відведення.
Т 461,2 с: відбулось перше вмикання твердопаливних ракетних двигунів системи компенсації кутових швидкостей СКУС (за каналами тангажа, рискання і крену). Друге вмикання твердопаливних ракетних двигунів СКУС, при потребі відбувалось в Т 463,4 с (канал крену), третє — в Т 464,0 с (за каналами тангажа і рискання).
Т 511 с (51 с після відокремлення), між «Скіф-ДМ» і «Енергією» 120 м: почався розворот апарата для видачі першого імпульсу. Оскільки «Скіф-ДМ» стартував двигунами уперед, то знадобився його розворот на 180 градусів навколо поперечної осі Z, щоб летіти двигунами назад. До цього розвороту на 180 градусів через особливості системи керування апарата потрібний ще «доворот» навколо поздовжньої осі Х на 90 градусів. Тільки після такого маневру, прозваного фахівцями «перевертоном», можна було продовжувати розганяти «Скіф-ДМ» для виходу його на орбіту.
«Перевертон» мав тривати 200 с. Під час цього розвороту в Т 565 с надійшла команда відокремлення донного обтічника «Скіфа-ДМ» (швидкість відокремлення 1,5 м / с).
Т 568 с (через 3 с)Ж видавались команди відокремлення кришок бічних блоків (швидкість відокремлення 2 м / с) і кришки системи безмоментного вихлопу (1,3 м / с). В кінці маневру розвороту розкривались замки антен бортового радіолокаційного комплексу, відкривались кришки датчиків інфрачервоної вертикалі.
Т 925 с, висота 155 км: перше вмикання чотирьох двигунів корекції і стабілізації ДКС тягою 417 кг. Очікувана тривалість роботи двигунів становила 384 с, перший імпульс 87 м / с.
Т 2220 с: почалось розкриття сонячних батарей на функціонально-службовому блоці «Скіфа-ДМ». Максимальна тривалість розкриття СБ становила 60 с.
Т 3605 с (3145 с після відокремлення від РН), висота 280 км: друге вмикання чотирьох ДКС. Тривалість роботи двигунів 172 с, імпульс — 40 м / с.
Розрахункова орбіта апарата планувалась круговою з висотою 280 км і нахилом 64,6 градусів.

### Політ
Через 460 секунд після старту «Скіф ДМ» відокремився від ракети-носія на висоті 110 км. При цьому орбіта, точніше — балістична траєкторія мала такі параметри: максимальна висота 155 км, мінімальна висота мінус 15 км (тобто перицентр орбіти був під поверхнею Землі), нахил площини траєкторії до земного екватора 64,61 градусів.
При розділенні, без зауважень спрацювала система відведення апарата за допомогою 16 твердопаливних ракетних двигунів. Збурення при цьому були мінімальні. Тому за даними телеметричної інформації спрацював лише один твердопаливний ракетний двигун системи компенсації кутових швидкостей за каналом крену, що забезпечило компенсацію кутової швидкості 0,1 град/с за креном. Через 52 секунди після розділення почався маневр «перевертона» апарата. В Т 565 с відстрелено донний обтічник. Через 568 с надійшла команда відстрілу кришок бічних блоків і захисної кришки СБВ, виникла несправність — двигуни стабілізації та орієнтації ДЗГ не зупинили обертання апарата після його штатного розвороту на 180 градусів.
Під час «перевертону», за логікою роботи програмно-часового пристрою, відбулось відокремлення кришок бічних блоків і системи безмоментного вихлопу, розкриття антен системи «Куб», відстріл кришок датчиків інфрачервоної вертикалі. Потім, на «Скіф-ДМ», що обертався, увімкнулись двигуни ДКС.
Не набравши необхідної орбітальної швидкості, космічний апарат за балістичною траєкторією слідом за центральним блоком ракети-носія «Енергія» впав у води Тихого океану.

## Результати
Невдалий політ «Скіфа-ДМ» дав дуже багато результатів. Найперше було отримано весь необхідний матеріал з уточнення навантажень на орбітальний корабель 11Ф35ОК «Буран» для забезпечення льотних випробувань комплексу 11Ф36 (індекс комплексу, що складався з ракети-носія 11К25 і орбітального корабля 11Ф35ОК «Буран»). При запуску і автономному польоті апарата були виконані всі чотири прикладні експерименти (ВП-1, ВП-2, ВП-3 і ВП-11), а також частина геофізичних експериментів («Міраж-1» і частково ГФ-1/1 і ГФ-1/3).
У Висновку за підсумками запуску говорилося: «… Тим самим, спільні завдання запуску виробу…, визначені завданнями пуску, затвердженими МЗМ та УНКС, з урахуванням „Рішення“ від 13 травня 1987 року з обмеження обсягу цільових експериментів, були виконані за кількістю вирішених завдань більш ніж на 80 %.
Вирішені завдання охоплюють практично весь обсяг нових і проблемних рішень, перевірка яких планувалася при першому пуску комплексу …
Льотними випробуваннями комплексу … у складі РН 11К25 N6СЛ і КА „Скіф-ДМ“ було вперше:
- Підтверджено працездатність РН надважкого класу з асиметричним боковим розташуванням виведеного об'єкта;
- Отримано значний досвід наземної експлуатації на всіх етапах підготовки до старту надважкого ракетно-космічного комплексу;
- Отримано на основі телеметричної інформації КА … обширний і достовірний експериментальний матеріал за умовами виведення, який буде використаний при створенні КА різного призначення і МКС „Буран“;
- Розпочато випробування космічної платформи 100-тонного класу для вирішення широкого кола завдань, при створенні якої був використаний ряд нових прогресивних компонувальних, конструктивних і технологічних рішень.»

При запуску комплекса відбулись випробування багатьох елементів конструкції, які використовувались потім для інших апаратів і ракет-носіїв. Так, вуглепластиковий головний обтічник, вперше випробуваний в натурних умовах 15 травня 1987 року, використовувався потім при запуску модулів «Квант-2», «Кристал», «Спектр» та «Природа», а також першого елемента Міжнародної космічної станції — енергетичного блоку ФГБ «Заря».

### Офіційне повідомлення
15 травня 1987 року ТАСС опублікував повідомлення, в якому зазначалось:
|  | У Радянському Союзі розпочато льотно-конструкторські випробування нової потужної універсальної ракети-носія «Енергія», призначеної для виведення на навколоземні орбіти як багаторазових орбітальних кораблів, так і великогабаритних космічних апаратів наукового та народногосподарського призначення. Двоступенева універсальна ракета-носій... здатна виводити на орбіту понад 100 тонн корисного вантажу... 15 травня 1987-го року о 21 годині 30 хвилин московського часу з космодрому Байконур здійснено перший запуск цієї ракети ... Другий ступінь ракети-носія ... вивів у розрахункову точку габаритно-ваговий макет супутника. Габаритно-ваговий макет після розділення з другим ступенем мав за допомогою власного двигуна вийти на кругову навколоземну орбіту. Однак через нештатну роботу його бортових систем макет на визначену орбіту не вийшов і приводнився в акваторії Тихого океану... |